# Ptyctolaemus gularis
Espèce
Synonymes
- Otocryptis gularis Peters, 1864

Ptyctolaemus gularis est une espèce de sauriens de la famille des Agamidae.

## Répartition
Cette espèce se rencontre en Assam, au Mizoram et en Arunachal Pradesh en Inde, au Bangladesh, en Birmanie et au Tibet en République populaire de Chine.

## Publication originale
- Peters, 1864 : Über einige neue Säugethiere (Mormops, Macrotus, Vesperus, Molossus, Capromys), Amphibien (Plathydactylus, Otocryptis, Euprepes, Ungalia, Dromicus, Tropidonotus, Xenodon, Hylodes), und Fische (Sillago, Sebastes, Channa, Myctophum, Carassius, Barbus, Capoeta, Poecillia, Saurenchelys, Leptocephalus). Monatsberichte der Königlichen Preussischen Akademie der Wissenschaften zu Berlin, vol. 1864, p. 381-399 (texte intégral).